# Copestylum intona
Copestylum intona är en tvåvingeart som först beskrevs av Charles Howard Curran 1928.  Copestylum intona ingår i släktet Copestylum och familjen blomflugor.
Artens utbredningsområde är Jamaica. Inga underarter finns listade i Catalogue of Life.